# چینه‌بندی (بذرها)

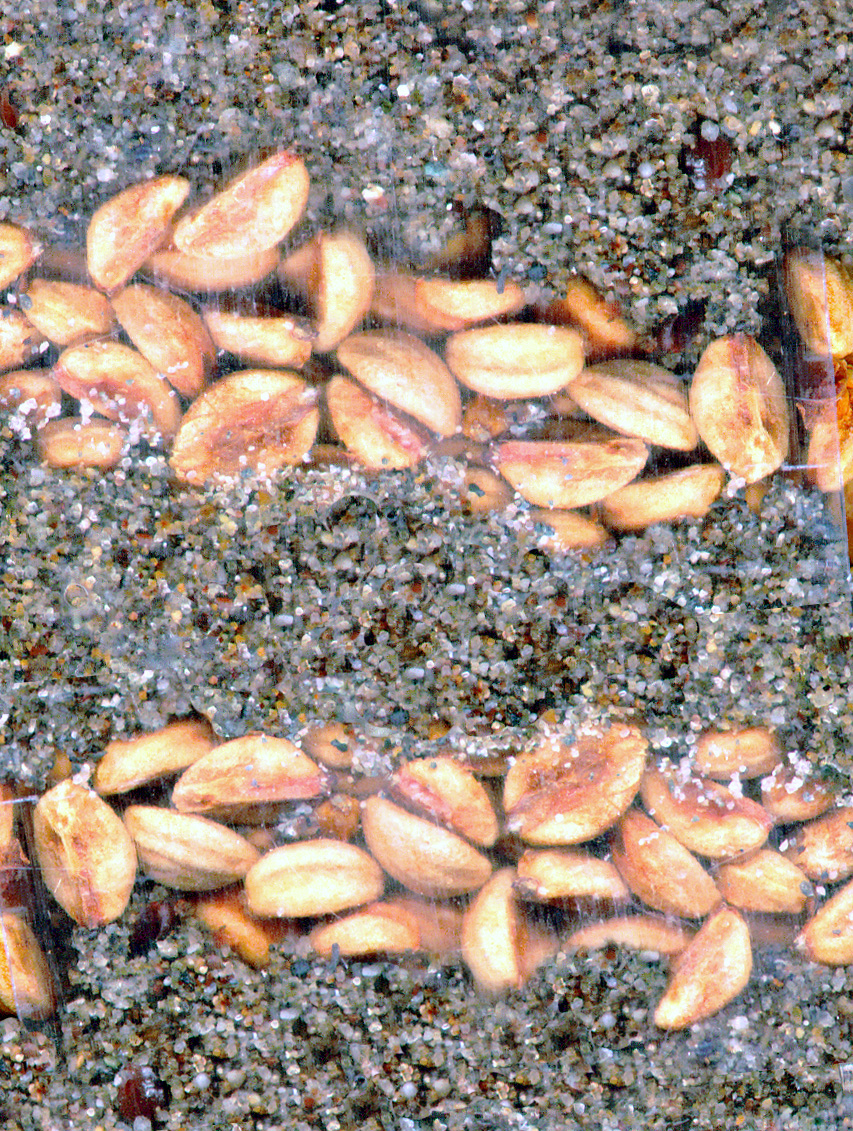
چینه‌بندی در شن و ماسه، بذر زالزالک

چینه‌بندی یا لایه‌بندی (انگلیسی: Stratification)، در باغبانی، به فرآیندی که در آن بذرها برای شبیه‌سازی شرایط طبیعی که بذرها باید پیش از جوانه‌زنی تجربه کنند، گفته می‌شود. بسیاری از گونه‌های بذر فاز خواب جنینی دارند و به‌طور کلی تا زمانی که این خواب شکسته نشود، جوانه نمی‌زنند. اصطلاح چینه‌بندی را می‌توان حداقل به سال ۱۶۶۴ در سیلوا، یا گفتمانی از درختان جنگل و انتشار الوار (Sylva, or A Discourse of Forest Trees and the Propagation of Timber) ردیابی کرد، که در آن بذرها بین لایه‌های خاک مرطوب لایه‌بندی (چینه‌بندی) شدند و این طبقات را در معرض شرایط زمستانی قرار دادند؛ بنابراین، چینه‌بندی فرآیندی شد که طی آن بذرها به‌طور مصنوعی در معرض شرایط قرار گرفتند تا جوانه‌زنی بعدی را تشویق کنند.

## چینه‌بندی سرد
چینه‌بندی سرد فرایند قرار دادن بذرها در شرایط سرد و مرطوب است. بذرهای بسیاری از درختان، درختچه‌ها و گیاهان چند ساله قبل از شروع جوانه‌زنی به این شرایط نیاز دارند.

### در طبیعت
در طبیعت، خواب بذر معمولاً با گذراندن زمان بذر در زمین در طول یک دوره زمستانی و نرم شدن پوشش بذر سخت آن در اثر سرمازدگی و هوازدگی برطرف می‌شود. با انجام این کار، بذر تحت یک شکل طبیعی «چینه‌بندی سرد» یا پیش‌تیمار قرار می‌گیرد. این دوره مرطوب سرد، جنین بذر را تحریک می‌کند. رشد و گسترش بعدی آن در نهایت در جستجوی خورشید و مواد مغذی، پوسته نرم شده بذر را می‌شکند.

### روند
در ابتدایی‌ترین شکل آن، زمانی که فرایند چینه‌بندی کنترل می‌شود، پیش‌تیمار چیزی جز قرار دادن بذرها در دمای خنک (در حالت ایدئال ۱+ تا ۳+ درجه سانتی‌گراد بدون انجماد) و مرطوب نیست. محیط برای دوره‌ای که برای گونه مورد نظر کافی است. این بازه زمانی ممکن است از یک تا سه ماه متغیر باشد.
برای انجام این کار بذرها را در یک کیسه پلاستیکی مهر و موم شده با ورمیکولیت مرطوب شده (یا ماسه یا حتی یک دستمال کاغذی مرطوب) قرار می‌دهند که در یخچال قرار می‌گیرد. سه برابر ورمیکولیت بذر استفاده می‌شود. مهم است که فقط کمی مواد را مرطوب کنید، زیرا رطوبت بیش از حد می‌تواند باعث کپک زدن بذرها در کیسه شود.
خیساندن بذرها در آب سرد به مدت ۶ تا ۱۲ ساعت بلافاصله قبل از قرار دادن آنها در چینه‌بندی سرد می‌تواند مدت زمان مورد نیاز برای چینه‌بندی را کاهش دهد، زیرا بذرها برای فعال کردن تغییرات شیمیایی نیاز به جذب رطوبت دارند. پس از گذراندن دوره توصیه شده برای چینه‌بندی، بذرها آماده برداشت و کاشت در بستر نهالستان (Hilling) برای جوانه‌زنی هستند. از طرف دیگر، ممکن است بذر را در گلدان‌های کوچک پر از خاک مرطوب بکارید و سپس قبل از قرار دادن در یک یخچال معمولی، کل آن را در یک کیسه پلاستیکی قرار دهید.

### تهیه یک رسانه چینه‌بندی
بسیاری از منابع استفاده از پوده، ترکیبی از پیت و ماسه یا ورمیکولیت را به‌عنوان بستری برای چینه‌بندی سرد بذرهای توصیه می‌کنند. محیط باید استریل باشد تا از آسیب عوامل بیماری‌زا از جمله قارچ‌ها به بذر جلوگیری شود.

## آماده‌سازی بذرها
بذرها را باید از هر گونه مواد اضافی (پالپ میوه، تکه‌های برگ و غلاف بذر، فلس‌های میوه کاج و غیره) تمیز کرد، اما پوسته مغزها (شفت) را نباید جدا کرد.

## چینه‌بندی گرم و سرد
هر بذری که نشان داده می‌شود به یک دوره چینه‌بندی گرم و سپس چینه‌بندی سرد نیاز دارد، باید تحت همین اقدامات قرار گیرند، اما بذرها باید علاوه بر این، ابتدا در یک منطقه گرم چینه‌بندی شوند، سپس دوره سرد در یخچال چینه‌بندی شوند. چینه‌بندی گرم به دمای ۱۵ تا ۲۰ درجه سانتی‌گراد نیاز دارد. در بسیاری از موارد، چینه‌بندی گرم و به دنبال آن الزامات چینه‌بندی سرد نیز می‌تواند با کاشت بذر در تابستان در بستر مالچ شده برای جوانه‌زنی مورد انتظار در بهار آینده برآورده شود. برخی از بذرها ممکن است تا بهار دوم جوانه نزنند.

## استفاده از قارچ‌کش
استفاده از قارچ‌کش برای مرطوب کردن ورمیکولیت چینه‌بندی به پیشگیری از بیماری‌های قارچی کمک می‌کند. Chinosol (8-quinolyl potassium sulfate) یکی از این قارچ‌کش‌ها است که برای مهار عفونت‌های کپک خاکستری استفاده می‌شود.
بذرهای مختلف باید به جای قرار دادن همه آنها در یک کیسه، در کیسه‌های مختلف قرار داده شوند و همچنین مقادیر زیاد آنها به بهترین وجه در چند کیسه کوچک تقسیم می‌شوند. به این ترتیب هر گونه شیوع قارچی فقط به برخی از بذرها محدود می‌شود. در صورت عدم استفاده از قارچ‌کش، باید روی بذرها به دقت بررسی شود و بذرها که علائم کپک‌زدگی دارند یا نرم و دارای بوی پوسیدگی می‌دهند حذف شوند.
در صورت شیوع قارچ، بذرها را جدا کرده و مجدداً قارچ‌کش بزنید، سپس آنها را در کیسه‌ای جدید با ورمیکولیت کمی مرطوب شده قرار دهید. کیسه را همیشه مهر و موم نگه دارید. بذرهای چینه‌بندی شده باید به‌طور منظم از نظر قارچ یا جوانه‌زنی بررسی شوند. اگر بذرهایی در یخچال جوانه زدند، باید آنها را برداشته و بکارید.

## کاشت و جوانه‌زنی
خاک متوسط تا زمانی که خاک سبک باشد و همچنین کمی سفت باشد اما به شدت متراکم نشده باشد حیاتی نیست. خاک گلدان استریل شده مشکلات مربوط به بیماری قارچی بوتریتیس یا پیتیوم را به حداقل می‌رساند. اگر گردش هوا ضعیف باشد، احتمال بروز این مشکلات بسیار بیشتر است. بیشتر بذرها فقط باید در عمقی برابر با ضخامت خودشان کاشته شوند تا جوانه بزنند. بذرهایی که در فضای باز کاشته می‌شوند بهتر است کمی عمیق‌تر کاشته شوند تا از مزاحمت ناشی از بارندگی شدید جلوگیری شود. خاک باید کمی مرطوب باشد اما هرگز خیس نشود و نباید کاملاً خشک شود. بیشتر نهال‌ها، چه در گلدان‌ها و چه در بستر رشد کنند، از گردش هوای خوب بهره می‌برند که مانع رشد قارچ شده و تقویت ساقه‌های محکم را در پی دارد.